# Pachygaster atra
Pachygaster atra ist eine Fliege aus der Familie der Waffenfliegen (Stratiomyidae).

## Merkmale
Die Fliegen erreichen eine Körperlänge von 3 bis 4 Millimetern. Ihr Körper ist matt schwarz gefärbt und hat einen kurzen, dicken Hinterleib. Die Körperoberfläche ist dicht, grob punktförmig strukturiert. Die Fühler der Männchen sind schwarz, beim Weibchen gelbrot gefärbt. Die Facettenaugen grenzen beim Männchen dicht aneinander. Die Flügel sind an der Basis verdunkelt, ihre Radialader ist gegabelt. Die Schwingkölbchen (Halteren) sind braun, die Tarsen, Schienen (Tibien) und der vom Körper entferntere Teil der Schenkel (Femora) ist gelb gefärbt. Die Art kann mit einigen sehr ähnlichen Arten der Gattung Stratiomys verwechselt werden. 

## Vorkommen und Lebensweise
Die Art ist in Europa weit verbreitet. Man findet die Imagines im Juli in großer Zahl am Rande von Auwäldern beim Besuch von Doldenblütlern. Die Larven entwickeln sich in morschem Totholz, beispielsweise von Ulmen. 

## Belege
- Joachim & Hiroko Haupt: Fliegen und Mücken: Beobachtung, Lebensweise. Naturbuch-Verlag, Augsburg 1998, ISBN 3-89440-278-4.